# Ri Su-yong
Ri Su-yong (en coreano: 리수용; nacido el 15 de junio de 1940) es un político y diplomático norcoreano, que se desempeñó como Ministro de Relaciones Exteriores de su país entre 2014 y 2016.

## Biografía

### Primeros años y vida personal
Estudió en el departamento de lengua francesa de la Universidad de Asuntos Internacionales.
Fue compañero de clase de Kim Jong-il. Durante su carrera, se ocupó de muchos asuntos personales y financieros de Kim, incluidas sus cuentas bancarias en Suiza. También protegió a los hijos de Kim: Kim Jong-un y su hermana Kim Yo-jong, cuando ambos estudiaban en una escuela internacional en Suiza. Recibió la orden de Kim Jong-il el 14 de febrero de 2012.

### Carrera
Fue representante de Corea del Norte ante la oficina de la Organización de las Naciones Unidas en Ginebra en la década de 1980, y embajador en Suiza en la década de 1990. Antes de ocupar estos puestos, trabajó en las embajadas norcoreanas en el continente africano. En 2002 fue nombrado subdirector del Departamento de Organización y Orientación del Partido del Trabajo de Corea.
Fue ministro de relaciones exteriores entre abril de 2014 y mayo de 2016. Fue nombrado para el puesto en la primera sesión de la 13.ª Asamblea Suprema del Pueblo en 2014, reemplazando a Pak Ui-chun. Observadores externos relacionaron el nombramiento a su estrecha relación con Kim Jong-un y Kim Yo-jong. También se sugirió que esto podría indicar un cambio en el papel tradicionalmente débil del ministerio de exteriores en Corea del Norte.
En 2014, asistió a la Asamblea General de las Naciones Unidas) en el momento en que se discutía la Comisión de Investigación de las Naciones Unidas sobre los Derechos Humanos en la República Popular Democrática de Corea. Ri fue el primer ministro de relaciones exteriores norcoreano en asistir a la Asamblea en 15 años (y el tercero desde Kim Yong-nam en 1992 y Paek Nam-sun en 1999), lo que significó que Corea del Norte tomó en serio las denuncias hechas por dicha Comisión. Asistió nuevamente a la Asamblea General en 2015 para celebrar la sesión del 70.º aniversario de la misma. En su declaración, pidió a Estados Unidos que trabaje hacia un tratado de paz en Corea a cambio de una «mejora dramática» en la seguridad de la península coreana.
En abril de 2014, se convirtió en el primer ministro de relaciones exteriores norcoreano en visitar la India en 25 años. Se reunió con su homóloga india, Sushma Swaraj, para analizar el programa nuclear de Corea del Norte y los problemas de seguridad regional. También se reunió con el vicepresidente indio Mohammad Hamid Ansari.
En mayo de 2016, fue reemplazado por Ri Yong-ho como ministro de relaciones exteriores. Tras la reorganización, el séptimo Congreso del Partido del Trabajo de Corea eligió a Ri Su-yong miembro de pleno derecho y vicepresidente del Comité Central, miembro de pleno derecho del politburó y director del Departamento de Relaciones Internacionales del partido. En 2017, fue elegido presidente de la Comisión Diplomática de la Asamblea Suprema del Pueblo.